# Smoljanac
Smoljanac – wieś w Chorwacji, w żupanii licko-seńskiej, w gminie Plitvička Jezera. W 2011 roku liczyła 245 mieszkańców.